# 国鉄コム1形貨車
国鉄コム1形貨車（こくてつコム1がたかしゃ）は、日本国有鉄道が1968年（昭和43年）にトム50000形から改造、製作した二軸貨車（コンテナ車）である。

## 概要
トム50000形（トム50000形のうち、2段リンク未改造車で北海道内専用車としたもの）を北海道の支線においてコンテナ輸送を行うために妻板とあおり戸を撤去し、コンテナ緊締装置を3ケ所設置し、簡易コンテナ車に改造した車両である。
コンテナは5t (11 ft)コンテナ1 - 2個積みで走行装置は1段リンク式。最高速度は65km/hであり、車体色は黒の他、赤3号のものもあった。側面には黄色の帯と「道外禁止」の標記がある。
1968年（昭和43年）に40両が苗穂工場・旭川工場・釧路工場で改造製作された。

## 運用の変遷
本形式は北海道の支線向けの小口輸送で運用された。1971年（昭和46年）に2種5t(12 ft)コンテナが登場するとサイズの関係で脚部が左右の緊締装置に干渉するため、積載することができなくなる欠点が生じた。そのため、早期に淘汰対象となり、本土からコラ1形が転入すると淘汰が進み、1977年（昭和52年）度までに全廃され、形式消滅した。